# П'єр Уен
П'єр Уен (фр. Pierre Houin, нар. 15 квітня 1994, Туль, Франція) — французький веслувальник, олімпійський чемпіон 2016 року, дворазовий чемпіон світу, чемпіон Європи.

## Виступи на Олімпіадах
| Олімпіада           | Дисципліна               | Місце |
| ------------------- | ------------------------ | ----- |
| Ріо-де-Жанейро 2016 | парна двійка, легка вага | 1     |

## Зовнішні посилання
- П'єр Уен — олімпійська статистика на сайті Sports-Reference.com (англ.) (архівна версія)
- Профіль на сайті FISA.

1. ↑  Pierre Houin